# Premierzy Krymu

## Krymska Republika Ludowa(1917–1919)

### Chronologiczna lista szefów rządów Krymu
| Osoba | Osoba                                   | Osoba   | Kadencja          | Kadencja          | Partia polityczna |
| #     | Imię i nazwisko                         | Portret | Od                | Do                | Partia polityczna |
| ----- | --------------------------------------- | ------- | ----------------- | ----------------- | ----------------- |
| 1     | Dżohar Sejdamet (1889–1960)             |         | 18 maja 1918      | 25 czerwca 1918   | Milli Firka       |
| 2     | Matwiej Sulejman Sulkiewicz (1865–1920) |         | 25 czerwca 1918   | 15 listopada 1918 | wojskowy          |
| 3     | Solomon Krym (1864–1936)                |         | 15 listopada 1918 | 10 kwietnia 1919  | bezpartyjny       |

## Radziecka Socjalistyczna Republika Taurydy(1918)

### Przewodniczący Rady Komisarzy Ludowych
| Osoba | Osoba                    | Osoba   | Kadencja      | Kadencja         | Partia polityczna |
| #     | Imię i nazwisko          | Portret | Od            | Do               | Partia polityczna |
| ----- | ------------------------ | ------- | ------------- | ---------------- | ----------------- |
| 1     | Anton Słucki (1884–1918) |         | 22 marca 1918 | 23 kwietnia 1918 | RKP(b)            |

## Krymska Socjalistyczna Republika Radziecka(1919)

### Przewodniczący Rady Komisarzy Ludowych
| Osoba | Osoba                      | Osoba   | Kadencja    | Kadencja        | Partia polityczna |
| #     | Imię i nazwisko            | Portret | Od          | Do              | Partia polityczna |
| ----- | -------------------------- | ------- | ----------- | --------------- | ----------------- |
| 1     | Dmytro Ulianow (1874–1943) |         | 5 maja 1919 | 24 czerwca 1919 | RKP(b)            |

## Krymska Autonomiczna Socjalistyczna Republika Radziecka(1921–1945)

### Przewodniczący Komitetu Rewolucyjnego
| Osoba | Osoba                         | Osoba   | Kadencja          | Kadencja         | Partia polityczna |
| #     | Imię i nazwisko               | Portret | Od                | Do               | Partia polityczna |
| ----- | ----------------------------- | ------- | ----------------- | ---------------- | ----------------- |
| 1     | Béla Kun (1886–1938)          |         | 16 listopada 1920 | 20 lutego 1921   | RKP(b)            |
| 2     | Mychajło Poliakow (1884–1938) |         | 20 lutego 1921    | 7 listopada 1921 | RKP(b)            |

### Przewodniczący Rady Komisarzy Ludowych
| Osoba | Osoba                                  | Osoba   | Kadencja          | Kadencja         | Partia polityczna |
| #     | Imię i nazwisko                        | Portret | Od                | Do               | Partia polityczna |
| ----- | -------------------------------------- | ------- | ----------------- | ---------------- | ----------------- |
| 1     | Sachib-Gariej Said-Galijew (1894–1938) |         | 11 listopada 1921 | 16 maja 1924     | RKP(b)            |
| 2     | Osman Deren-Ajerli (1888–1941)         |         | maj 1924          | 21 marca 1926    | RKP(b)\WKP(b)     |
| 3     | Emir Shugu (1887–?)                    |         | 21 marca 1926     | maj 1929         | WKP(b)            |
| 4     | Abduraim Samedinow (1900–1938)         |         | maj 1929          | 16 września 1937 | WKP(b)            |
| 5     | Memet Ibraimow                         |         | 1937              | 5 kwietnia 1942  | WKP(b)            |
| 6     | Ismaił Sejfullajew                     |         | 5 kwietnia 1942   | 18 maja 1944     | WKP(b)            |
| 7     | Aleksandr Kabanow (1899–1975)          |         | 18 maja 1944      | 30 czerwca 1945  | WKP(b)            |

## Krymska Autonomiczna Socjalistyczna Republika Radziecka (1991),Autonomiczna Republika Krymu
| # | #  | Portret | Premier                                | Kadencja            | Kadencja            | Partia polityczna                  | Legislatura |
| - | -- | ------- | -------------------------------------- | ------------------- | ------------------- | ---------------------------------- | ----------- |
|   | 1  |         | Wital Kuraszyk (1939–)                 | 22 marca 1991       | 20 maja 1993        | bezpartyjny                        | wakat       |
|   | 2  |         | Borys Samsonow (1938–2014)             | 20 maja 1993        | 4 lutego 1994       | bezpartyjny                        | wakat       |
|   | 3  |         | Jurij Mieszkow (1945–2019)             | 4 lutego 1994       | 6 października 1994 | Partia Republikańska Krymu         | I           |
|   | 4  |         | Anatolij Franczuk (1935–)              | 6 października 1994 | 22 marca 1995       | Ludowa Partia Krymu                | I           |
|   | 5  |         | Anatolij Drobotow (1951–)              | 22 marca 1995       | 31 marca 1995       | Partia Republikańska Krymu         | I           |
|   | 6  |         | Anatolij Franczuk (1935–)              | 31 marca 1995       | 26 stycznia 1996    | Ludowa Partia Krymu                | I           |
|   | 7  |         | Arkadij Demydenko (1950–2005)          | 26 stycznia 1996    | 4 czerwca 1997      | bezpartyjny                        | I           |
|   | 8  |         | Anatolij Franczuk (1935–)              | 4 czerwca 1997      | 27 maja 1998        | Ludowa Partia Krymu                | I           |
|   | 9  |         | Serhij Kunicyn (1960–)                 | 27 maja 1998        | 25 lipca 2001       | NDP                                | II          |
|   | 10 |         | Walerij Horbatow (1955–)               | 25 lipca 2001       | 29 kwietnia 2002    | bezpartyjny                        | II          |
|   | 11 |         | Serhij Kunicyn (1960–)                 | 29 kwietnia 2002    | 20 kwietnia 2005    | NDP                                | III         |
|   | 12 |         | Anatolij Matwijenko (1953–)            | 20 kwietnia 2005    | 21 września 2005    | Ukraińska Platforma „Zjednoczenie” | III         |
|   | 13 |         | Anatolij Burdiuhow (1958–)             | 23 września 2005    | 2 czerwca 2006      | Nasza Ukraina                      | III         |
|   | 14 |         | Wiktor Płakida (1956–)                 | 2 czerwca 2006      | 17 marca 2010       | NDP                                | IV          |
|   | 15 |         | Wasyl Dżarty (1958–2011)               | 17 marca 2010       | 17 sierpnia 2011    | Partia Regionów                    | V           |
|   | -  |         | Pawło Burłakow (1963–) (tymczasowo)    | 17 sierpnia 2011    | 8 listopada 2011    | Partia Regionów                    | V           |
|   | 16 |         | Anatolij Mohylow (1955–)               | 8 listopada 2011    | 27 lutego 2014      | Partia Regionów                    | V           |
|   | -  |         | Siergiej Aksionow (1972–) (tymczasowo) | 27 lutego 2014      | 17 marca 2014       | Rosyjska Jedność                   | V           |

### Republika Krymu[2]
| #                   | #      | Portret          | Premier                   | Kadencja         | Kadencja            | Partia polityczna | Legislatura | Głowa państwa | Głowa państwa               |
| ------------------- | ------ | ---------------- | ------------------------- | ---------------- | ------------------- | ----------------- | ----------- | ------------- | --------------------------- |
|                     | 1 (17) |                  | Siergiej Aksionow (1972–) | 17 marca 2014    | 9 września 2014     | Rosyjska Jedność  | wakat       |               | Siergiej Aksionow (od 2014) |
| 9 września 2014     | 1 (17) | 20 września 2019 | Siergiej Aksionow (1972–) | I                |                     | Rosyjska Jedność  |             |               | Siergiej Aksionow (od 2014) |
|                     | 2 (18) |                  | Jurij Gocaniuk (1966–)    | 20 września 2019 | 1 października 2019 | Rosyjska Jedność  | II          |               | Siergiej Aksionow (od 2014) |
| 1 października 2019 | 2 (18) | nadal            | Jurij Gocaniuk (1966–)    | II               |                     | Rosyjska Jedność  |             |               | Siergiej Aksionow (od 2014) |